# Leopolda Gertruda Ludwig
Gertruda Ludwig (imię zakonne Leopolda; ur. 11 marca 1905 w Hajdukach Wielkich, zm. 27 stycznia 1945 w Mikołowie) – polska zakonnica ze Zgromadzenia Sióstr Boskiego Zbawiciela (salwatorianek), męczennica okresu II wojny światowej.

## Życiorys
Urodziła się w 1905 w robotniczej rodzinie wielodzietnej jako piąta z dziewięciorga dzieci hutnika Józefa i Marii z domu Tomeckiej. 1 kwietnia 1916 przystąpiła do Pierwszej Komunii świętej, a 19 września 1918 przyjęła sakrament bierzmowania. Pochodziła z religijnej rodziny. Będąc młodą dziewczyną podjęła służbę domową. Następnie trafiła do domu rekolekcyjnego prowadzonego przez ojców Salwatorianów w Trzebini. Idąc tym śladem wstąpiła 7 grudnia 1937 do żeńskiej gałęzi Zgromadzenia – Salwatorianek, odbywając nowicjat w Wiedniu przyjmując imię zakonne Leopolda, po którym 15 lipca 1939 złożyła pierwsze śluby zakonne. Po powrocie do Polski pracowała jako zakonna kucharka. W sierpniu 1939 została wysłana do Mikołowa, gdzie Salwatorianie prowadzili gimnazjum. Pracowała tam w kuchni wraz z siostrą Stanisławą Agnieszką Falkus SDS. Tam 1 września 1939 zastał ją wybuch II wojny światowej.

## Męczeństwo
Podczas okupacji niemieckiej, w lipcu 1940 hitlerowcy wysiedlili z Mikołowa Salwatorianów. Pozostali księża, bracia zakonni oraz trzy siostry Salwatorianki: s. Stanisława Falkus – przełożona, s. Leopolda Ludwig i s. Ryszardyna Głogowska zamieszkali w domu przy ulicy Rybnickiej 4. W domu tym urządzono reprezentacyjną kaplicę poświęconą 15 września 1941. Zbliżający się od wschodu front radzieckich żołnierzy Armii Czerwonej w styczniu 1945 niósł za sobą strach i prześladowanie osób konsekrowanych oraz liczne morderstwa i rozboje. 27 stycznia wojsko dotarło do Mikołowa. W mikołowskim domu przebywali: ks. Celestyn Rogowski – prowincjał i przełożony domu, ks. Tomasz Klimas, br. Kostka Kremiec i br. Władysław Marszałek, a także trzy siostry salwatorianki zajmujące się pracami domowymi. Pierwsza wizyta żołnierzy sowieckich w domu zakonnym Salwatorianów odbyła się bez większych problemów i domownicy chroniący się przed nalotami bombowymi w piwnicy sądzili, że nic przykrego się nie wydarzy. Tymczasem stacjonujący w Mikołowie Ukraińcy – jak zeznali świadkowie – prowokacyjnie oskarżyli Salwatorianów przed żołnierzami sowieckimi o kontakty z Niemcami. Czerwonoarmiści zaalarmowani tym ponownie udali się do domu zakonnego. Zaczęło się od grabieży walizek, zegarków i żądania alkoholu. Gdy księża, bracia i siostry, poza s. Ryszardyną, która poszła do zabudowań gospodarczych, ratując się uciekli do kaplicy, żołnierze i obecni z nimi cywile weszli tam, stając się coraz bardziej agresywni wobec sióstr. Jeden z nich zwrócił się do ks. Rogowskiego z wyraźnym żądaniem, mówiąc:

Jesteś tu najstarszy, rozkaż mniszkom, aby były nam uległe.

Ks. prowincjał tłumaczył, że nie może im rozkazywać i błagał żołnierzy, aby je uwolnili. Żołnierzy to tłumaczenie jednak nie przekonało i siłą wypchnęli z kaplicy księży i braci oraz zamknęli ich w piwnicy, której pilnie strzeżono.
Z zeznań paru świadków, którzy byli w pobliżu wydarzeń w kaplicy w feralnym dniu 27 stycznia 1945 można było się dowiedzieć, co się stało. Uczeń gimnazjum mikołowskiego, Jerzy Kajzer 12 listopada 1954 stwierdził: 

 Dnia 27 stycznia 1945 roku, w czasie działań wojennych w Mikołowie, wszedłszy do kaplicy Księży Salwatorianów […] ujrzałem śp. siostrę Stanisławę Falkus, salwatoriankę, leżącą przed ołtarzem skrwawioną i zabitą. Na piersiach, to znaczy na kornecie zakonnym, widoczne były ślady po wkłuciach sztyletem oraz wloty kul rewolwerowych. Obok głowy leżały wybite zęby. Pod ławkami, z twarzą zwróconą w stronę ołtarza leżała siostra Leopolda Ludwig, również salwatorianka, pokrwawiona i zabita.

Trzecia z sióstr ocalona s. Ryszardyna Głogowska, jak też i inni domownicy stwierdzili jednoznacznie, że obie siostry zostały okrutnie zamordowane, poprzez kłucie bagnetami, bicie i strzały z pistoletu.
Po wyjściu z miasta żołnierzy radzieckich, w dniu 6 lutego, zwłoki sióstr Stanisławy i Leopoldy, zostały pochowane w ogrodzie zakonnym naprzeciw wejścia do kościoła, tam gdzie dziś stoi grota Matki Bożej z Lourdes. Gdy w 1952 władze świeckie zajęły dom zakonny, a groby sióstr znalazły się w jego obrębie, ciała zamordowanych sióstr w 1954 ekshumowano, przenosząc je na cmentarz parafialny w Goczałkowicach-Zdroju. W mikołowskim kościele pw. NMP Matki Zbawiciela wmurowano tablicę pamiątkową przypominającą obie ofiary mordu.

## Proces beatyfikacyjny
Obecnie czynione są starania o beatyfikację obydwu zamęczonych mikołowskich sióstr.